# Haracz szarego dnia

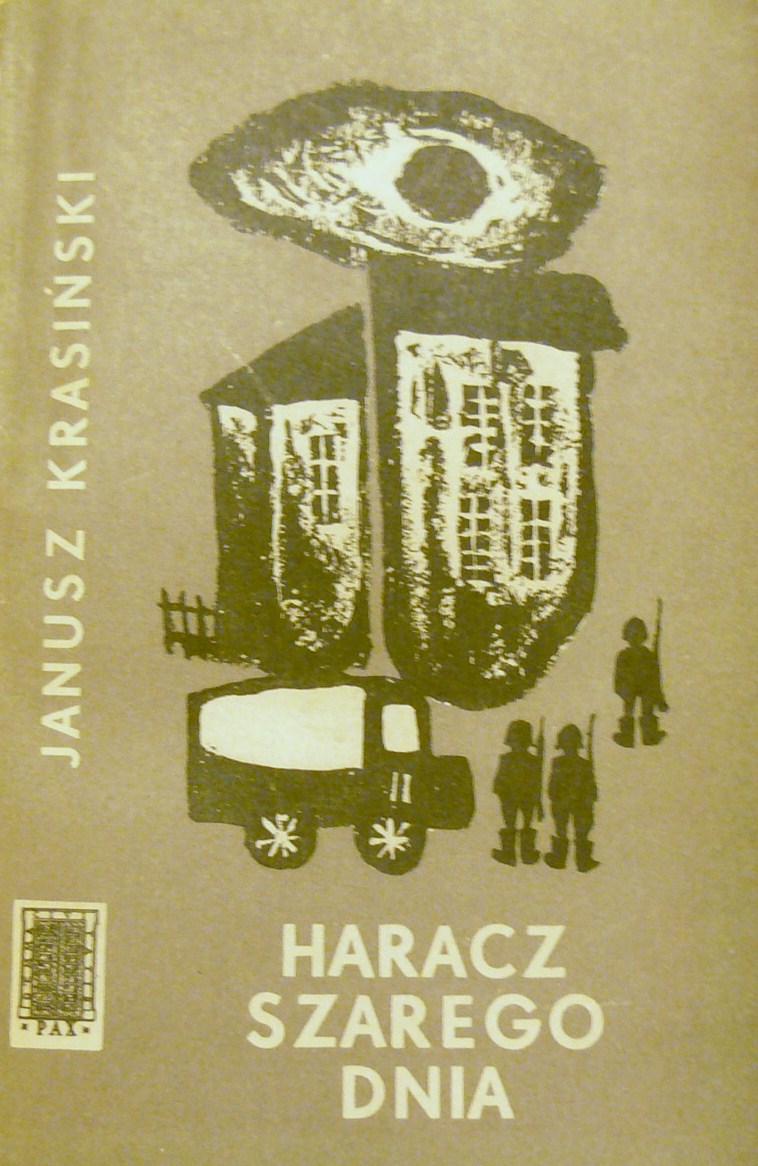
Okładka pierwszego wydania

Haracz szarego dnia – powieść wojenna Janusza Krasińskiego napisana w Wesołej w 1958, wydana po raz pierwszy przez Instytut Wydawniczy PAX w 1959 z okładką zaprojektowaną przez Andrzeja Możejko. Była pierwszą powieścią autora.
Autor opisuje losy nieokreślonej, antyhitlerowskiej młodzieżowej grupy zbrojnej kierowanej przez Zwrotnicę. Grupa działała na terenie Warszawy i okolic. Losy oddziału widziane są oczami dwóch młodych ludzi: Kańczuga i poety Gonczara (ten pierwszy ginie podczas obławy) oraz ich współbojowniczki - Zośki (Zoenki). Punktem kulminacyjnym powieści jest akcja wysadzenia pociągu z niemieckimi żołnierzami, która kończy się połowicznym sukcesem oraz aresztowaniem części członków oddziału, w tym rannego Gonczara. Dodatkowy punkt widzenia na realia wojenne prezentuje bahnschutz Würt, który próbuje odzyskać syna - Hansa (żołnierza Wehrmachtu), który jakoby wcześniej dostał się w ręce partyzantów.
W 1983 na podstawie książki nakręcono film pod tym samym tytułem w reżyserii Romana Wionczka, do którego współscenarzystą był autor powieści.